# 第二代諾福克公爵托馬斯·霍華德
托馬斯·霍華德（英語：Thomas Howard，1443年—1524年5月21日），第二代諾福克公爵，1501年至1522年擔任庫務大臣（Lord High Treasurer）。

## 家庭
1472年，托馬斯·霍華德與伊莉莎白·提爾尼結婚，兩人共有3子2女：
1. 托馬斯（1473年—1554年），第三代諾福克公爵
2. 愛德華（英语：Edward Howard (admiral)）（約1476年—1513年）
3. 埃德蒙（英语：Lord Edmund Howard）（約1478年—1539年），凱瑟琳·霍華德的父親
4. 伊莉莎白（英语：Elizabeth Boleyn, Countess of Wiltshire）（約1480年—1538年），安妮·博林的母親
5. 慕麗爾（？年—1512年）

1497年，托馬斯·霍華德與阿格尼絲·提爾尼結婚，兩人共有2子4女：
1. 威廉（英语：William Howard, 1st Baron Howard of Effingham）（1510年—1573年）
2. 托馬斯（英语：Lord Thomas Howard）（1511年—1537年）
3. 桃樂絲
4. 安妮
5. 凱瑟琳
6. 伊莉莎白